# Englishman in New York
Az Englishman in New York című dal Sting brit énekes dala, amely 1987-es albumán, a ...Nothing Like the Sun című lemezen jelent meg, majd kislemezként 1988. február 1-jén. Az "angol" a híres és excentrikus Quentin Crisp. Sting nem sokkal az után írta a dalt, hogy Crisp Londonból New Yorkba, Manhattanbe költözött. Crisp viccesen megjegyezte az énekesnek, hogy "alig várja, hogy megszerezze az állampolgárságot, amely után nyugodtam elkövethet egy bűncselekményt, mert úgysem fogják kitelepíteni."
A dal kislemezként 1988-ban jelent meg, de csak az 51. helyig jutott az Egyesült Királyság kislemez listáján. Amerikában a 84. helyezést érte el a Billboard Hot 100 listán 1988 áprilisában. 32. lett a Billboard Hot Mainstream Rock Tracks listán ugyanabban a hónapban. Branford Marsalis szopránszaxofonon játszik a felvételen, Manu Katche pedig ütős hangszereken.
1990-ben, Sting harmadik stúdióalbumának, a The Soul Cages-nek megjelenését megelőzően, Sting lemezkiadója megállapodott Ben Liebrand holland DJ és producerrel abban, hogy elkészíti az Englishman in New York remixét és rögtön ki is adják azt kislemezként. A remix jól fogyott, 15. lett az Egyesült Királyság kislemez listáján a 90-es évek közepén.
A dal videóklipjét David L. Fincher rendezte, Sting mellett zenekara is szerepel benne New York-i jelenetekben és maga Crisp is. A videóklip végén, ahogy vége a dalnak, egy idős férfihang megszólal: "Hogyha lenne ambícióm (kivéve, hogy krónikus beteg legyek), akkor az lenne, hogy mindenkivel találkozhassak a világban, mielőtt meghalok... és nem csinálom rosszul."
A dal szerepelt a 90-es évek közepén a Rover 200 tv-reklámban az Egyesült Királyságban.
Crisp életrajzi filmje, az "A meztelen hivatalnok" ezután az "Egy angol New Yorkban" címet kapta.

## B-oldal
A kislemez B-oldalán szerepel a Ghost In The Strand című instrumentális felvétel, amely Kenny Kirkland tehetségét mutatja mind a 12 hüvelykes lemezen, mind a CD változaton, amely a Bring On The Night/When The World Is Running Down (Live) medley koncertfelvétele.

## Háttér
| „                    | A dal részben rólam, részben Quentinről szól. Ismét egy metaforát kerestem. Quentin az én hősöm, valaki, akit jól ismerek. Ő meleg, meleg volt már akkor is, amikor veszélyes volt annak lenni. Az emberek minden nap ütötték őt a nyilvánosság beleegyezésével. Ő mégis megmaradt olyannak, aki volt. Vicces, szellemes és teljesen egyedi embernek. New Yorkban él ő is, a Boweryben és ki mer menni az utcára. Nem akartam magamról, mint egy idegenről írni. Quentinről akartam írni, valakiről, akit csodálok. Szóval a dal nem csak arról szól, hogy valaki meleg. Ez arról szól, hogy vállald magad, ne legyél konformista. Ez az, amiről a dal valójában szól. | ” |
| – Rock Express, 1988 | |   |

## Kiadványok
Egyesült Királyság 7" kislemez
1. Englishman In New York
2. Ghost In The Strand

Egyesült Királyság 12" kislemez
1. Englishman In New York - 4:25
2. Ghost In The Strand - 2:33
3. Bring On The Night / When The World Is Running Down (élő) - 11:42

Egyesült Királyság CD
1. Englishman In New York
2. Ghost In The Strand
3. Bring On The Night / When The World Is Running Down (élő)

## Helyezések
| Slágerlista                                | Legmagasabb helyezés |
| ------------------------------------------ | -------------------- |
| Egyesült Királyság kislemez listája        | 51                   |
| Amerika Billboard Hot 100 kislemez listája | 84                   |
| Amerika Billboard Mainstream Rock lista    | 32                   |
| Franciaország kislemez listája             | 30                   |
| Németország kislemez listája               | -                    |
| Olaszország kislemez listája               | -                    |

## Videóklip
A dal videóklipjét David Fincher rendezte, maga Quentin Crisp is szerepel benne. Ficher olyan neves zenészeknek készített videóklipet, mint Madonna, Paula Abdul és a The Wallflowers, valamint ő rendezte a Hetedik, a Játsz/ma és a Harcosok klubja című filmeket.

## Közreműködők
- Branford Marsalis - szaxofon
- Manu Katche - ütős hangszerek
- Kenny Kirkland - zongora

## Feldolgozások
- Max B amerikai rapper énekelte el a dalt Goon Music (We Run New York) címmel.[9]
- A Loose Ties nevű együttes az 1992-es Telluride Bluegrass Festival-on adta elő a dalt Coloradóban. A felvétel megtalálható az 1992 Telluride Bluegrass Festival, Vol 1 című albumukon.
- Shinehead feldolgozásának címe: Jamaican in New York, amely szintén 1992-ben készült, videóklipje paródiája az eredetinek.[10]
- A Roo'ra nevű koreai hiphopcsapat feldolgozása a Koreana in New York második albumukon, a 날개 잃은 천사 (Angel Without Wings)-en található.
- The Black Eyed Peas 2005-ös albumán, a Monkey Businessen szerepel a Union című dal, amelyben új szöveggel közreműködik maga Sting is.[11]
- A filippínó rock együttes, a Bamboo szintén készített egy feldolgozást a We Stand Together című albumukra, a szám rejtett dalként szerepel a lemezen.
- A Razorlight nevű brit Indie rock együttes készített egy feldolgozást a BBC Rádió számára Radio 1. Established 1967 címmel.
- Otto Waalkes német humorista feldolgozása a Friesenjung című dal. A dal az életéről szól, az Emdenben töltött fiatalságáról.
- Davide Esposito Amore Eterno című albumán szereplő "Un italien à Paris" ("An Italian in Paris" című számában dolgozta fel a dalt olasz és francia szöveggel.
- A Dolapdere Big Gang nevű török együttes Local Strangers című 2006-os albumán dolgozta fel a dalt.
- Tiken Jah Fakoly elefántcsontparti énekes 2007-es albumán, a L'Africain-en dolgozta fel a számot Africain à Paris (African in Paris) címmel.
- Omid Djalili iráni-perzsa Stand-up comedy műfajban tevékenykedő humorista használta a dalt, hogy 2007-es BBC1-en menő show-műsorát népszerűsítse, amelynek címe The Omid Djalili Show volt, alcíme An Iranian in UK és a szövege a brit-iráni kultúrára utalt.
- Masao Taneura japán énekes feldolgozása, a 関西人 in Tokyo (Kanszaidzsin in Tokyo) 2007-ben jelent meg japán szöveggel, kansai dialektusban.
- A Tanghetto nevű argentin együttes 2008 márciusában adott ki egy instrumentális verziót az El Miedo a la Libertad című albumukon, a vokális részt bandoneón-zenével helyettesítették megtartva a reggae és jazz elemeket.
- Arturo Sandoval jazz trombitás 1999-es albumán, az Americana-n rögzítette feldolgozását.
- Kardinal Offishall kanadai rapper a dal kórus-részét használta 2008-as dalában, az Ill Eagle Alienben.
- A Che Sudaka nevű spanyol együttes feldolgozásának címe a Sin papeles, spanyol szöveggel jelent meg.
- Az Arsenal FC futballcsapat szurkolói Theo Walcott közreműködésével előadtak egy feldolgozást, amelynek szövege: "Woah, Theo Walcott, Theo, Theo Walcott; he's an Englishman at Arsenal,", arra célozva, hogy Walcott volt az első csapat egyetlen angol játékosa.
- Moritz Volz, a Fulham FC korábbi játékosa készített egy feldolgozást, amelyet a honlapján lehet meghallgatni. Szövegének részlete: "Ja ja, he is an alien; a humorous Westphalián, he's a German man in West London."
- Haruka Shimotsuki japán énekes feldolgozása a SoulS című albumon jelent meg.
- A német Pint, Dikan and S.T. Pain nevű rapper-csapat szintén a dal kórus-részét használta fel 2009-es dalában, a Wir sind Aliens-ben.
- A svéd Rally nevű humorista csapat feldolgozása egy finnről szól, aki Göteborgban él, a dal címe: Finne i Göteborg.
- Sotis Volanis görög énekes Eksogiinos címmel készített 2010-ben feldolgozást a dalból.
- PH Electro német DJ 2010-ben készítette el a dal remixét.
- Nigériában Ese Agesse adta elő paródiáját Bendel Girl in Lagos címmel a 90-es években.
- A Wise Guys nevű német capella együttes Kölsche Jung in New York címmel készített feldolgozást.
- Geszti Péter feldolgozta Hungarian in Europe címmel, ezzel akarta felhívni a figyelmet a kivándorlás súlyosságára.

## Kiadványok
| Cím                                           | Kiadó                         | Formátum       | Katalógusszám   | Ország             | Megjelenés éve |
| --------------------------------------------- | ----------------------------- | -------------- | --------------- | ------------------ | -------------- |
| Englishman In New York                        | A&M Records                   | kislemez CD    | AMCD 431        | UK                 | 1988           |
| Englishman In New York                        | A&M Records                   | 12"            | AMY 431         | Egyesült Királyság | 1987           |
| Englishman In New York                        | A&M Records                   | 7"             | 390 276-7       | Németország        | 1987           |
| Englishman In New York                        | A&M Records                   | 7" kislemez    | AM-1200         | Kanada             | 1987           |
| Englishman In New York                        | A&M Records                   | 7" kislemez    | AM-1200         | Amerika            | 1987           |
| Englishman In New York                        | A&M Records                   | 7" kislemez    | AM 431          | UK                 | 1987           |
| Englishman In New York                        | A&M Records, Polygram Iberica | 12"            | 392 276-1       | Spanyolország      | 1988           |
| Englishman In New York                        | A&M Records                   | 12"            | 392 276-1       | Németország        | 1988           |
| Englishman In New York                        | A&M Records                   | 7" kislemez    | 390 276-7       | Franciaország      | 1988           |
| Englishman In New York                        | A&M Records                   | maxi CD        | 392 276-2       | Németország        | 1988           |
| Englishman In New York                        | A&M Records                   | mini CD        | CC 31001, CDS48 | Amerika            | 1988           |
| Englishman In New York (The Ben Liebrand Mix) | A&M Records                   | 7"             | 390 562-7       | Hollandia          | 1990           |
| Englishman In New York                        | A&M Records                   | 12"            | 390 562-1       | Európa             | 1990           |
| Englishman In New York (The Ben Liebrand Mix) | A&M Records                   | 7"             | AM 580          | Egyesült Királyság | 1990           |
| Englishman In New York (The Ben Liebrand Mix) | A&M Records                   | maxiCD         | AMCD 580        | Egyesült Királyság | 1990           |
| Englishman In New York (The Ben Liebrand Mix) | A&M Records                   | kislemez CD    | 390 562-2       | Európa             | 1990           |
| Englishman In New York                        | A&M Records                   | 12"            | AMY 580         | Egyesült Királyság | 1990           |
| Englishman In New York                        | A&M Records                   | 12" promóciós  | AMYDJ 580       | Egyesült Királyság | 1990           |
| Englishman In New York                        | A&M Records                   | maxi CD        | 75021 2370 2    | Amerika            | 1998           |
| Englishman In New York (remix)                | Sting                         | (12", S/Sided) | ST 1            | Egyesült Királyság | 1999           |